# Unciaal 065
Unciaal 065 (Gregory-Aland), ε 1 (von Soden), is een van de Bijbelse handschriften. Het dateert uit de 6e eeuw en is geschreven met hoofdletters (uncialen) op perkament.

## Beschrijving
Het bevat de tekst van de Evangelie volgens Johannes (11,50-12,9, 15,12-16,2, 19,11-24). De gehele Codex bestaat uit 3 bladen (29 x 23 cm) en werd geschreven in twee kolommen per pagina, 29 regels per pagina. Het is een palimpsest, de bovenste tekst is in het Georgisch.

## Tekst
De Codex is een representant van het Byzantijnse tekst-type, Kurt Aland plaatste de codex in Categorie V.

## Geschiedenis
Het handschrift bevindt zich in de Russische Nationale Bibliotheek (Gr. 6, I) in Sint-Petersburg.